# Singaporiansk matematik
Singaporiansk matematik, eller singaporiansk matematikmetod, är en matematikmetod som är hämtad från Singapore. Metoden bygger på problemlösning, modellbyggande och på djup förståelse för matematiska problem. Centralt är också att varje bok inte innehåller repetition av föregående bok, utan istället fokuserar på nya kunskapsområden. Metoden har blivit populär och spridit sig till andra länder på grund av att Singapore nått goda resultat i matematik i internationella studier.

## Historik
Före 1980 importerade Singapore alla sina matematikböcker från andra länder.